# Барвінський Василь Олександрович
Васи́ль Олекса́ндрович Барві́нський (20 лютого 1888, Тернопіль — 9 червня 1963, Львів) — український композитор, піаніст, музичний критик, педагог, диригент, організатор музичного життя. Визначний представник української музичної культури XX століття. Провідний діяч Союзу українських професійних музик.
Син Олександра та Євгенії Барвінських, брат Богдана Барвінського, зять фізика Івана Пулюя. Доктор мистецтвознавства (1940), почесний доктор Українського університету в Празі (1938).

## Життєпис
Народився 20 лютого 1888 року в м. Тернопіль (Королівство Галичини та Володимирії, Австро-Угорщина, нині Тернопільська область, Україна).
Рід Барвінських — один із найдавніших в Україні, походить із с. Барвінок коло Дуклі (повіт Коросно). Барвінські були відомими діячами української культури. Прадід композитора Мартин був ректором Львівського університету в 1830-ті роки, дядьки прислужилися українській культурі: Володимир був засновником найвпливовішої української газети «Діло» (Львів), Остап — автор історичних драм.
Батько майбутнього композитора Олександр Барвінський був діячем освіти, який впроваджував українську мову в середні та початкові школи Галичини, видавав підручники з історії, літератури, українську періодику. Будучи посломавстрійського парламенту (зокрема, верхньої палати — Ради Панів), захищав національні інтереси українців Галичини. Підтримував зв'язки з Миколою Лисенком, Сидором Воробкевичем, Віктором Матюком, Остапом Нижанківським, Пантелеймоном Кулішем, іншими діячами української культури.
Першою вчителькою музики Василя стала його мати — співачка і піаністка Євгенія Барвінська. Вона керувала хором у Тернополі (саме Євгенія перша помітила величезний талант однієї з хористок — Соломії Крушельницької), а згодом — співацьким товариством «Боян» у Львові. Захоплювалась живописом.

### Освіта

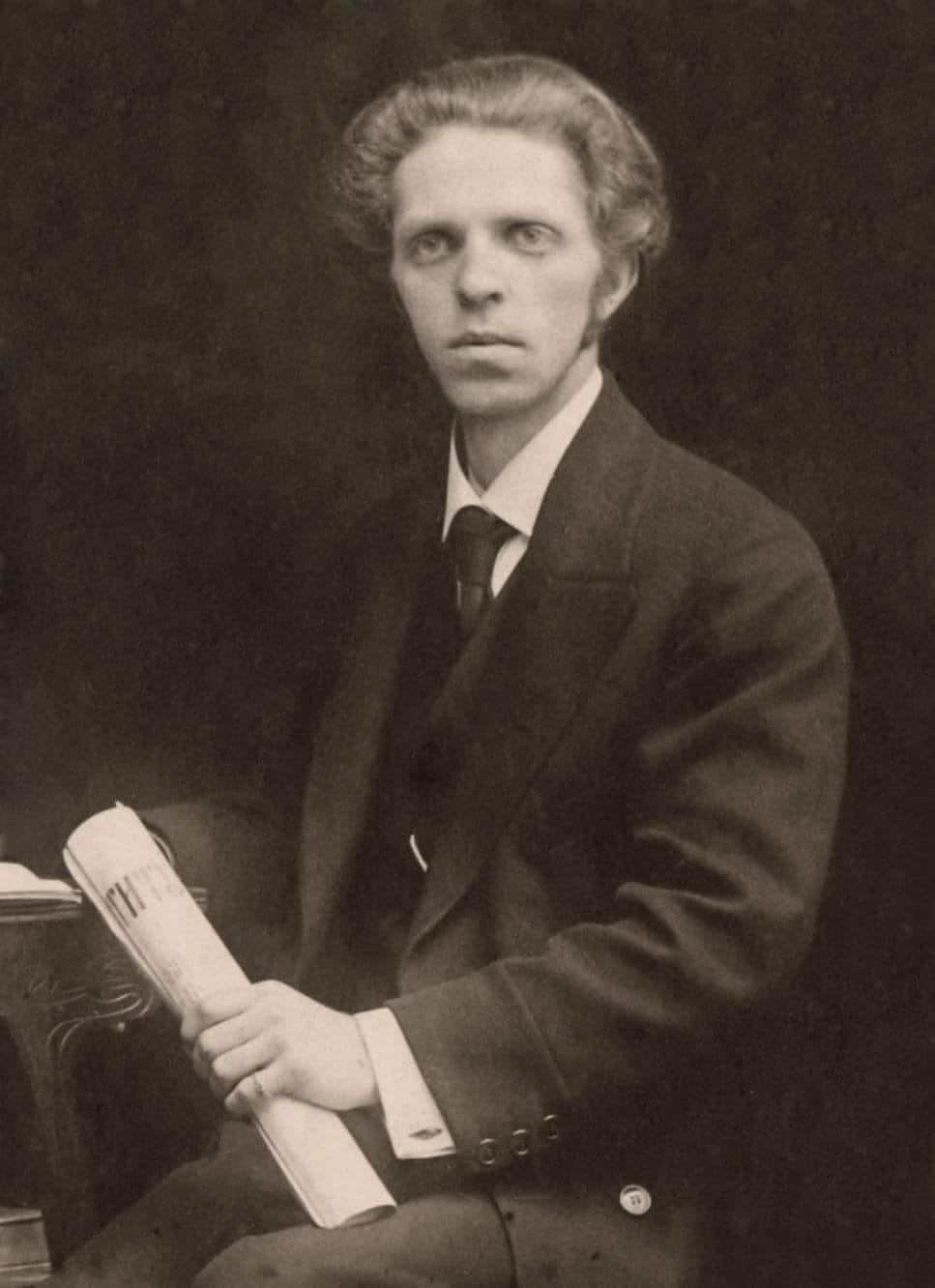
Василь Барвінський під час навчання у Празі

Професійну музичну освіту здобув у Львівській консерваторії. Після закінчення консерваторії вступив на юридичний факультет Львівського університету (1906), але 1907 року виїхав до Праги для продовження музичної освіти. Вступив на філософський факультет Карлового університету, де слухав лекції відомих чеських музикантів.

### Творчий життєпис
Перші творчі спроби В. Барвінського належать ще до часів перебування у Львові, але лише під час навчання у Празі в професора Вітезслава Новака він ступив на широкий творчий шлях. Славнозвісний чеський педагог і композитор заохочував спудея вивчати українські народні пісні, сприяв належному спрямуванню його поглядів.
Особливістю творчості митця є нахил до мініатюрного й інструментального жанру, особливо до фортепіанного. Ще навчаючись у Празі, В. Барвінський написав великий твір «Українська рапсодія».
У 1912–1914 роках написав твори: фортепіанний (присвячений пам'яті М. Лисенка) секстет і низка фортепіанних п'єс.
У 1915 році повернувся до Львова; працював на посаді директора і професора Вищого музичного інституту ім. М. Лисенка. Серед відомих учнів були Стефанія Іванівна Туркевич-Лукіянович та Галина Яківна Голинська. Не лише вів педагогічну роботу, а й керував хором товариства «Боян», виступав з концертами.
У 1917 році створив «Урочисту кантату» й кантату «Заповіт» на слова Т. Шевченка. У 1929–1930 роках написав увертюру до опери «Ой, не ходи, Грицю, та й на вечорниці» («Маруся»).
Гастролював як піаніст в Радянській Україні -Одесі, Києві, Харкові, Дніпрі. Так, наприклад, 17 жовтня 1928 відбувся його концерт разом з віолончелістом Богданом Бережницьким (1887-1965) у Дніпропетровську на сцені театру ім. Луначарського (до революції - Зимовий театр). За словами рецензента Андрія Ирія (Андрія Авраменка), "концерт пройшов з великим художнім успіхом, тисячна авдиторія дуже тепло прийняла гостей". ("Зоря", Дніпропетровськ, 1928. - ч. 10. - С. 23).
У 1930-ті роки склав збірку 38 українських народних пісень для фортепіано. Тоді ж виникли фортепіанна збірка колядок і щедрівок, а також популярна збірка з 20 дитячих п'єс. На теми українських пісень написав низку п'єс для скрипки і фортепіано («Пісня», «Гумореска», «Пісня і танок», «Елегія»), а також «Струнний квартет для молоді».

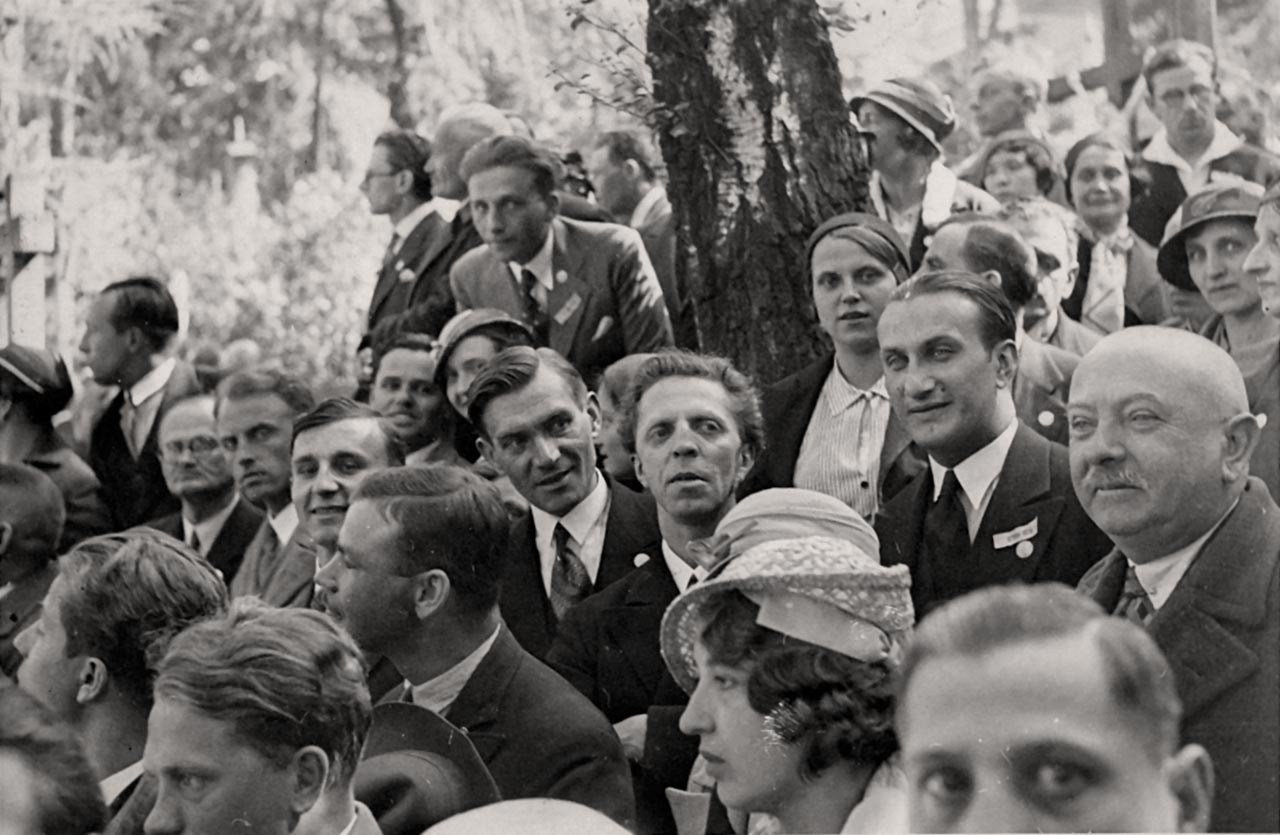
Василь Барвінський та Роман Савицький на відкритті надмогильного пам'ятника Іванові Франку на Личаківському цвинтарі. 1933 рік.

Не залишав праці й у вокальному жанрі. У 1932–1933 створив кантату «Наша пісня, наша туга» (слова С. Черкасенка), працював над ораторією «Володимир Великий» (задум залишився нездійсненним) і над обробкою українських пісень і наспівів. Серед останніх виділяються дві пісні на слова І. Франка («Місяцю князю» і «Благословенна будь») та «Псалом Давида» для тенора з оркестром. Опрацював й інструментував кантату М. Лисенка «Б'ють пороги», його солоспів «Не забудь юних днів», «До ластівки» Остапа Нижанківського, переклав для струнного квартету «Колискову» С. Людкевича. Був прекрасним піаністом. Яких би жанрів не торкався у своїй творчості — камерно-інструментального, сольного, хорового чи симфонічного — постійно залишався собою. Як музикант був глибоким ліриком, умів доторкнутися до ніжних і потаємних закутків людської душі.
У 1937–1939 роках входив до редколегії часопису «Українська Музика» (Львів). У цьому журналі (а також в іншій періодиці) були надруковані його музичні праці «Огляд історії української музики», «Українська музика», «Нова доба української музики», «Мої спогади про Миколу Лисенка», «Бела Барток у Львові», «Творчість В. Новака», «Українська народна пісня і українські композитори» та інші.
У Львові часто виступав у лекціях-концертах та на радіо з бесідами про Л. Ревуцького, Б. Лятошинського, Р. Глієра, О. Глазунова, доповіддю «Відродження музичної культури в 40-х роках XIX ст. в Західній Україні».

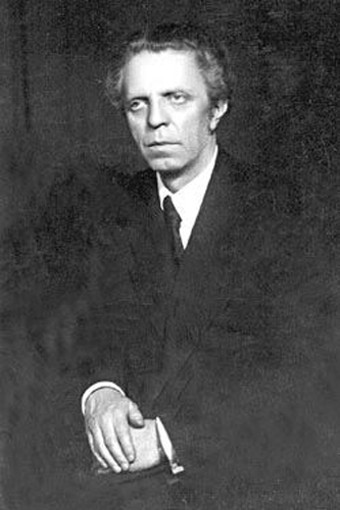
Василь Барвінський в останні роки життя

З нагоди святкування 25-річчя композиторської діяльності В. Барвінського в 1938 році у Львові відбулися концерти та радіопередачі з творів композитора. Від Вільного українського університету (Прага) він отримав звання почесного доктора.

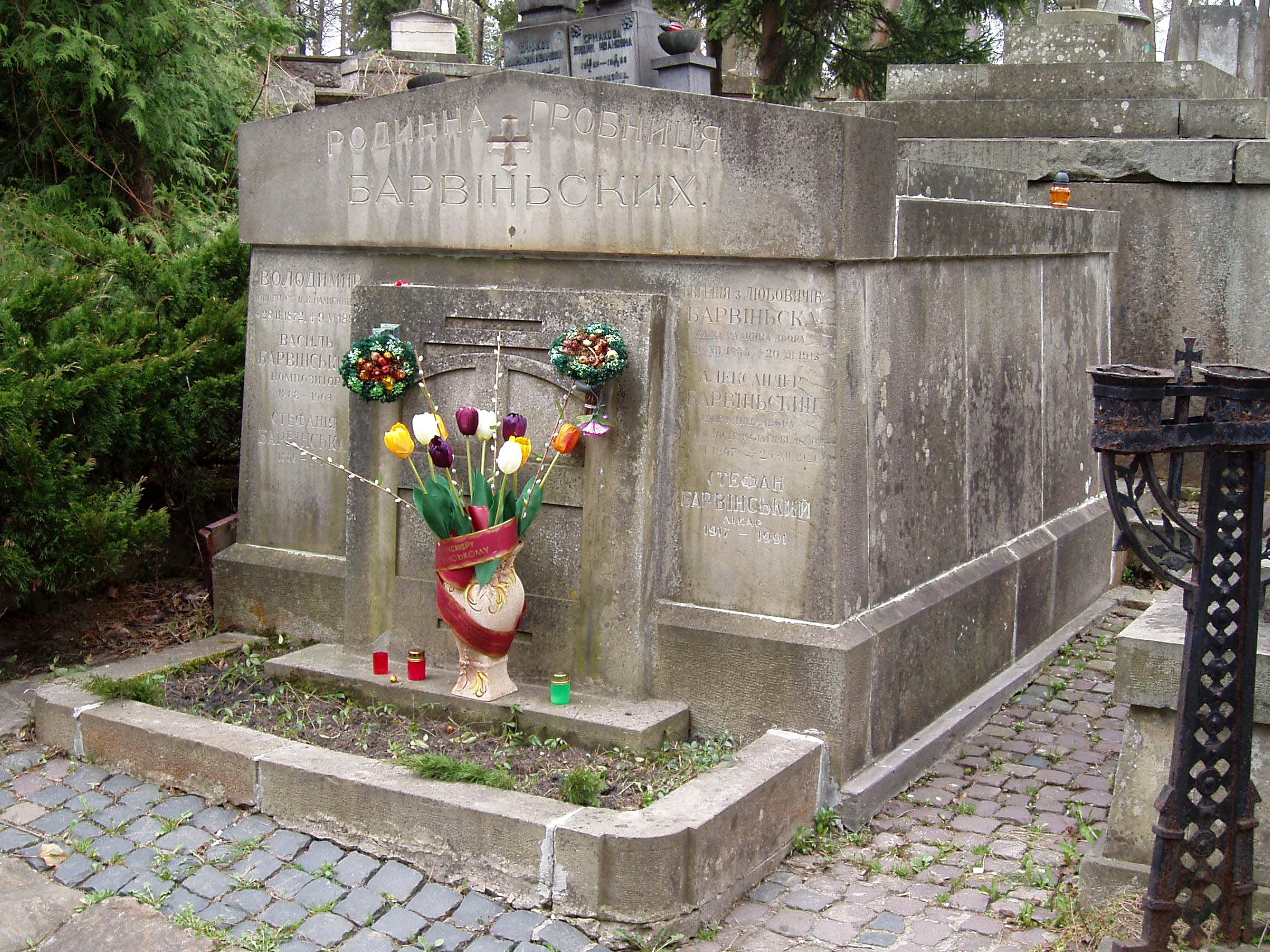
Гробівець Василя Барвінського та його батьків
на 3 полі Личаківського цвинтаря

У жовтні 1939 був обраний депутатом Народних Зборів Західної України, де було проголошено приєднання Західної України до СРСР.
У 1939–1941 та 1944–1948 роках, перебуваючи на посаді директора Львівської консерваторії та голови Львівського відділення Спілки композиторів, написав низку творів переважно вокального жанру. Були задумані ескізи до музичного портрета на основі пісень про О. Довбуша.
На початку 1948 року був заарештований. В МДБ його примусили підписати документ: «Дозволяю знищити мої рукописи». І рукописи було знищено. Потім було довге заслання на 10 років у мордовські табори.
Після повернення із заслання (1958) усі свої сили зосередив на відновленні з пам'яті творів, рукописи яких було знищено під час його арешту (над цим працював до самої смерті).
Помер 9 червня 1963 року у 75-річному віці у Львові. Похований в одному гробівці з батьками на 3 полі Личаківського цвинтаря.
1964 року багаторічні зусилля львівських композиторів (особливо А. Кос-Анатольського) досягли мети: В. Барвінського було реабілітовано. Проте музику композитора в наступні роки все одно майже скрізь було вилучено з концертів (так тривало 25 років).

## Твори

### Для фортепіано
- 5 прелюдій (1908)
- Прелюдія методом Ж. Далькроза (втрачено, 1913)
- Соната cis-dur (1910)
- Українська сюїта (1915)
- Варіації на власну тему с-moll (втрачено, 1909)
- Варіації на тему української народної колядки B-dur (втрачено, 1917)
- Варіації і фугета G-dur на українську народну тему (1920)
- Жаб'ячий вальс (бл.1900-1910)
- Пісня. Серенада. Імпровізація (1911)
- «Біль — бій, перемога любові» (1915)
- 6 мініатюр на українські народні теми: «Заколисана пісня», «Український танок», «Гумореска», «Лірницька пісня», «Думка», «Марш» (1920)
- «Листок до альбому» (1929)
- Твори на теми лемківських народних пісень: «Заколисана пісня», «Пісня без слів», «Марш» (1932)
- Цикл «Наше сонечко грає на фортепіанні»: 20 дитячих п'єс на теми українських народних пісень (1935)
- Збірка українських народних пісень (1935)
- Збірка українських колядок і щедрівок (1935)
- Концерт для фортепіано з оркестром f-moll (1917—1937)

### Для скрипки і фортепіано
- Сумна пісня (1910—1912)
- Пісня (1912—1913)
- Елегія (втрачено, 1925)
- Соната с-moll, 1 і 2 ч. (втрачено, 1925)
- «Український танок» з шести мініатюр на українські народні теми для фортепіано, перекладено для скрипки і фортепіано (1925)
- Твори на українські народні теми: «Пісня», «Гумореска», «Пісня і танок» (1934—1935)

### Для віолончелі і фортепіано
- Ноктюрн (1913)
- Варіації на українську народну тему («Та пила Лимериха воду»)(1918)
- Думка (1926)
- Мелодія (1926)
- Соната fis-moll (1926)
- Сюїта (на українські народні мотиви): «Заспів», «Гумореска», «Колискова», «Танець» («Рондо») (1927)
- Концерт для віолончелі та фортепіано (1956)

### Камерно-інструментальні ансамблі
- Тріо для фортепіано, скрипки і віолончелі а-moll (1910)
- Тріо для фортепіано, скрипки і віолончелі es-moll (втрачено, 1911)
- Струнний квартет B-dur (втрачено, 1912)
- Струнний квартет для молоді на українські народні мотиви (1935)
- Квінтет для фортепіано, двох скрипок, альта і віолончелі g-moll (1953—1963)
- Секстет (Варіації на власну тему і фінал-коломийка) для фортепіано, двох скрипок, альта, віолончелі, контрабаса (1915)

### Симфонічні твори
- Українська рапсодія (1911)
- Увертюра-поема (втрачено, 1930)
- Шість мініатюр. Переклад з фортепіано для духового оркестру П.Садівничого і А.Владимирова. Переклади для малого і салонного оркестрів Е. Брауера

### Вокально-симфонічні твори
- Українське весілля у 2-ох ч.: вокально-інструментальні етнографічні картини для мішаного хору, квартету солістів, оркестру або фортепіано в 4 руки (1914)
- «Заповіт» сл. Т. Шевченка, для чоловічого, мішаного хору і соло баса, симфонічного оркестру або фортепіано в 4 руки (1917)
- «Наша пісня, наша туга» сл. С.Черкасенка, для мішаного хору і симфонічного оркестру (1933)
- «В перші роковини» сл. П.Карманського, для мішаного хору, соло і симфонічного оркестру (втрачено, 1940)
- «Пісня про Вітчизну» сл. М.Рильського, для мішаного хору і симфонічного оркестру (1940)

### Камерно-вокальні твори
- «Вечером в хаті» сл. Б. Лепкого (1910)
- «В лісі» сл. Б. Лепкого (1910)
- «Псалом Давида» сл. П. Куліша (варіант — у супроводі симфонічного оркестру, 1918)
- «Ой поля, ви, поля» сл. О. Кониського (1923)
- «Ой сумна, сумна темна ніченька» сл. народні (1923)
- «У мене був коханий рідний край» сл. Г. Гайне (1923)
- «Щаслива будь» сл. Б. Лепкого (втрачено, 1923)
- «Як любовно невимовна (Колискова)» сл. Г. Чупринки (1923)
- «Ой люлі, люлі» сл. Т. Шевченка (1923)
- «Ноктюрн» сл. І. Франка (варіант — у супроводі симфонічного оркестру, 1923)
- «Сонет (Благословенна будь)» сл. І. Франка (варіант — у супроводі симфонічного оркестру, 1923)
- «Пісня пісень» сл. В. Маслова-Стокіз, тріо для сопрано, фортепіано і скрипки (1924)
- «Львову» сл. М. Рильського (1940)
- «Портрет Леніна» сл. М. Рильського (варіант — у супроводі симфонічного оркестру, 1947)
- «Надія» сл. Лесі Українки (1956)
- «Я засну» сл. Лесі Українки (1957)
- «І знов весна» сл. Лесі Українки, дует (1957)

### Хорові твори

#### Для хору a cappella:
- «Шевченкова хата» сл. Б. Лепкого для мішаного хору (1919)
- «Колосися, ниво» сл. Б. Лепкого для мішаного хору (1920)
- «Не гнути нам голов» сл. А. Курдидика для мішаного хору (втрачено, 1935)
- «О краю мій оспіваний» сл. Т. Одудька для мішаного хору (1940)
- «Вітчизні» сл. М. Рильського для мішаного хору (1959)

#### Для хору із супроводом фортепіано:
- «Пісня про вибори 1939 р.» сл. Р. Купчинського для мішаного хору (втрачено, 1940)
- «Співа Західна Україна» сл. Ю. Шкрумеляка (втрачено, 1940)
- «Липневий день свободи» (втрачено, 1940)
- «На ялинку», «Пісня радянських школярів», «Літо» для дитячого хору

### Обробки народних пісень

#### Для голосу з фортепіано:
- 6 народних пісень: «Ой ходить сон», «Ягіл-ягілочка», «Ой ходила дівчина бережком», «Чи ти вірно мене любиш», «Вийшли в поле косарі», «Ой зійди, зійди, ясен місяцю» (1912)
- «Завзялися враги» (втрачено, 1920)
- «Болить мене головонька» (1920)
- «Накрила нічка», дует (1920)
- Лемківські пісні «По садоньку ходжу», «Ой на горі два дубики», «Колишися колисочко» (1943—1945)

#### Для голосу скрипки і фортепіано:
- Дві народні колядки «Що то за предиво», «Ой дивнеє народження» (1916)
- «Ой була в попа кривая верба» (1920)
- Дві народні лемківські пісні «Полетів бим на край світа», «Не піду я за Яська» (1933)

#### Для хору a cappella:
- «Ой як ясненько» для чоловічого хору (втрачено, 1913)
- «Завзялися враги» для чоловічого хору (1920)
- «Уже сонечко закотилось» для мішаного хору (1923)
- «Були ми собі в Божому дому» для мішаного хору (1923)
- «Метелиця» для мішаного хору (втрачено, 1935)
- «Колись, дівчино мила» для мішаного хору (1935)
- «Ой упав стрілець» для мішаного хору (1935)
- «Світи місяцю» для жіночого хору (1935)
- «Курилася доріженька» для чоловічого хору (1935)
- «Ой закувала сива зозуленька» для мішаного хору (втрачено,1935)

### Музичні праці
- «Огляд історії української музики»,
- «Українська музика»,
- «Нова доба української музики»,
- «Мої спогади про Миколу Лисенка»,
- «Бела Барток у Львові»,
- «Творчість В. Новака»,
- «Українська народна пісня і українські композитори».

## Вшанування
- Пам'ятна дошка на будинку за адресою: Тернопіль, вул. Степана Качали, 5.[9]

### Об'єкти, названі на честь Василя Барвінського
- Вулиця Барвінських (Львів)
- Вулиця Василя Барвінського (Коломия)
- Дрогобицьке державне музичне училище ім. В. Барвінського
- Тернопільська музична школа № 1 імені Василя Барвінського
- Дитяча музична школа №2 ім. Василя Барвінського (Івано-Франківськ)
- Вулиця Родини Барвінських (Тернопіль)

## Дискографія
- 2017 — «Мовчазний голос Василя Барвінського» / (The Silenced Voice of Vasyl Barvinsky [Архівовано 1 грудня 2018 у Wayback Machine.]) у виконанні Віоліни Петриченко
- «Мовчазний голос Василя Барвінського» (The Silenced Voice of Vasyl Barvinsky) [Архівовано 7 квітня 2022 у Wayback Machine.] youtube.com
- «Василь Барвінський: Галичани І» (Vasyl Barvinsky: Galicians I) [Архівовано 7 квітня 2022 у Wayback Machine.] youtube.com